# Andreas Würgler
Andreas Würgler (* 23. Februar 1961) ist ein Schweizer Historiker.

## Leben und Wirken
Würgler studierte 1981 bis 1990 Allgemeine Geschichte und Germanistik an der Universität Bern. Nach einem Studienjahr an der Freien Universität Berlin wurde er an der Universität Bern 1994 promoviert. In den Jahren von 1993 bis 1995 war er Mitarbeiter bei Peter Blickle. 2005 habilitierte er sich zum Thema „Die eidgenössische Tagsatzung in europäischer Perspektive“. Zusammen mit Cecilia Nubola leitete er von 2000 bis 2008 ein internationales Projekt über Petitionen am Italienisch-Deutschen Historischen Institut in Trient über die Schweiz (2007–2013). Er vertrat Professuren in Basel (2005–2006) und Bern (2005, 2013–2014) und hatte eine Gastprofessur in Zürich (2016 und 2018) inne. Seit 2014 bekleidet er eine ordentliche Professur an der Universität Genf.
Würglers Forschungsschwerpunkte sind die Historische Kommunikations- und die Historische Konfliktforschung.
Seit 2017 ist er Präsident der für das Historische Lexikon der Schweiz zuständigen Kommission der Schweizerischen Akademie der Geistes- und Sozialwissenschaften.

## Schriften

### Monographien
- Unruhen und Öffentlichkeit. Städtische und ländliche Protestbewegungen im 18. Jahrhundert (= Frühneuzeit-Forschungen, Bd. 1), Tübingen: bibliotheca academica Verlag, 1995 (zugleich: phil. Diss., Universität Bern).
- Medien in der Frühen Neuzeit (= Enzyklopädie deutscher Geschichte, Bd. 85), München: Oldenbourg, 2009; 2. Auflage 2013.
- Die Tagsatzung der Eidgenossen. Politik, Kommunikation und Symbolik einer repräsentativen Institution im europäischen Kontext 1470–1798 (= Frühneuzeit-Forschungen, Bd. 19), Epfendorf: bibliotheca academica Verlag, 2013 (zugleich: Habilitationsschrift, Universität Bern).[3]

### Herausgeberschaften
- (mit Peter Blickle): Gemeinde und Staat im Alten Europa (= Historische Zeitschrift, Beihefte, Neue Folge, Bd. 25), München: Oldenbourg, 1997, 509 S.
- (mit Heinrich Richard Schmidt, André Holenstein): Gemeinde, Reformation und Widerstand. Festschrift für Peter Blickle zum 60. Geburtstag, Tübingen: bibliotheca academica Verlag, 1998, XVI u. 512 S.
- (mit Cecilia Nubola): Suppliche e „gravamina“. Politica, amministrazione e giustizia in Europa  (secc. XIV–XVIII) (= Annali dell’ Istituto storico italo-germanico in Trento. Quaderni, vol. 59), Bologna: Il Mulino, 2002, 581 S.; deutsch: Bittschriften und Gravamina. Politik, Verwaltung und Justiz in Europa (14.–18. Jahrhundert) (= Schriften des Italienisch-Deutschen Historischen Instituts in Trient, Bd. 19), Berlin: Duncker & Humblot, 2005, 458 S.
- (mit Cecilia Nubola): Formen der politischen Kommunikation in Europa vom 15. bis 18. Jahrhundert. Suppliken, Gravamina, Briefe / Forme della comunicazione politica in Europa nei secoli XV–XVIII. Suppliche, gravamina, lettere (= Annali dell’istituto storico italo-germanico in Trento. Contributi, vol. 14 / Jahrbuch des italienisch-deutschen historischen Instituts in Trient, Beiträge, Bd. 14), Bologna: Il Mulino / Berlin: Duncker & Humblot, 2004, 402 S.
- (mit André Holenstein, Claudia Engler, Norbert Furrer, Johanna Strübin Rindisbacher, Heinrich Richard Schmidt): Berns mächtige Zeit. Das 16. und 17. Jahrhundert neu entdeckt, Bern: BLMV & Stämpfli, 2006, 630 S.
- (mit Cecilia Nubola): Operare la resistenza. Suppliche, gravamina e rivolte in Europa (1300–1800) / Praktiken des Widerstandes. Suppliken, Gravamina und Revolten in Europa (1400–1800) (= Annali dell’istituto storico italo-germanico in Trento, Contributi, vol. 18 / Jahrbuch des italienisch-deutschen historischen Instituts in Trient, Beiträge, Bd. 18), Bologna: Il Mulino / Berlin: Duncker & Humblot, 2006, 222 S.
- (mit André Holenstein, Daniel Schläppi, Dieter Schnell, Hubert Steinke, Martin Stuber): Berns goldene Zeit. Das 18. Jahrhundert neu entdeckt, Bern: Stämpfli, 2008, 606 S.
- (mit Cecilia Nubola): Mit dem Feind tanzen? Reaktionen auf die französische Expansion in Europa zwischen Enthusiasmus und Protest (1792–1815) / Ballare col Nemico? Reazioni all’espansione francese in Europa tra entusiasmo e resistenza (1792–1815) (= Annali dell’istituto storico italo-germanico in Trento, Contributi, vol. 24 / Jahrbuch des italienisch-deutschen historischen Instituts in Trient, Beiträge, Bd. 24), Bologna: Il Mulino / Berlin: Duncker & Humblot, 2010, 306 S.
- Grenzen des Zumutbaren. Erfahrungen mit der französischen Okkupation und der Helvetischen Republik (1798–1803), Basel: Schwabe, 2011, 123 S.